# Erigophantes
Erigophantes borneoensis és una espècie d'aranya araneomorfa de la subfamília Erigoninae, dins de la família Linyphiidae. És l'únic membre del gènere monotípic Erigophantes.
Fou descrit per primera vegada per J. Wunderlich l'any 1995,

## Distribució
Es pot trobar a Borneo.